# Herrestads landskommun, Bohuslän
Herrestads landskommun  var en tidigare kommun i dåvarande Göteborgs och Bohus län.

## Administrativ historik
Den bildades i Herrestads socken i Lane härad i Bohuslän när 1862 års kommunalförordningar trädde i kraft. 
1952 gick den upp i Skredsviks landskommun som 1971 uppgick i Uddevalla kommun.

## Politik

### Mandatfördelning i valen 1938-1946
| 6 | 5 | 7 | 2 |

| 20 |

| 5 | 6 | 7 | 2 |

| 20 |

| 7 | 6 | 5 | 2 |

| 20 |